# Howard Boatwright
Howard Boatwright (* 16. März 1918 in Newport News, Virginia; † 20. Februar 1999 in Syracuse, New York) war ein US-amerikanischer Komponist, Violinist, Musikwissenschaftler und Autor.

## Leben
Howard Boatwright lernte bereits mit sieben Jahren Violine. Bis 1942 lernte er bei dem Kneisel-Schüler Israel Feldman in Norfolk, er feierte sein Debüt mit dem Richmond Symphony Orchestra in der New York City Hall. Von 1943 bis 1946 studierte er an der University of Texas at Austin. Ab 1946 studierte er Komposition bei Paul Hindemith an der Yale University. Er beendete sein Studium 1947 mit dem Bachelor of Music und 1948 mit dem Master of Music. Bis 1964 lehrte er in Yale. Er dirigierte das Yale Symphony Orchestra, war von 1950 bis 1962 Konzertmeister des New Haven Symphony Orchestra und Erster Geiger im Yale String Quartet. Boatwright war Mitglied des Collegium Musicum der Yale University und Musikdirektor der St. Thomas's Episcopal Church in New Haven. Er war von 1964 bis 1971 Dekan der Setnor School of Music an der Syracuse University und ab 1971 Professor für Komposition und Musiktheorie, er lebte in Fayetteville. In seiner Amtsperiode entwickelte sich die Universität zu einem wichtigen Anlaufpunkt für Neue Musik. Außerdem fanden nichtwestliche Musikformen Einzug in den Lehrplan. Im Hindemith-Musikzentrum im schweizerischen Blonay eröffnete er eine Außenstelle der Universität und initiierte Sommerkurse. Er komponierte mehr als 100 Werke. Seine Ehefrau war die Sopranistin Helen Strassburger.

## Werke (Auswahl)
- 1949: Variations for Small Orchestra
- 1952: Serenade for Strings and Winds
- 1976: Symphony
- 1980: Clarinet Sonata

## Diskographie
- String Quartet No. 2 (1975)
- Kierkegaard Set to Music (1998)

## Publikationen
- Introduction to the Theory of Music (1956)
- Indian Classical Music and the Western Listener (1960)
- A Handbook on Staff Notation for Indian Music (1960) nach einem Aufenthalt im Rahmen des  Fulbright-Programms und der Rockefeller-Stiftung in Bombay
- The Gypsy Laddie: Vocal Score With Instruments (1985)
- Chromaticism: Theory and Practice (1994)
- Essays Before a Sonata, the Majority, and Other Writings (1999)